# Ermes Tarozzi
Pas d'image ? Cliquez ici

a Compétitions nationales et continentales officielles uniquement.

b Matchs officiels uniquement.
Ermes Tarozzi, né le 27 septembre 1926 à Nérac (Lot-et-Garonne) et mort le 3 février 2014 à Agen (Lot-et-Garonne), est un joueur français de rugby à XV et de rugby à XIII.
Il a effectué sa carrière au SC Angoulême puis au CA Brive en rugby à XV avant de rejoindre le XIII et Villeneuve-sur-Lot avec lequel il remporte le titre du Championnat de France en 1959, ainsi que le titre de la Coupe de France en 1958.
Fort de ses performances en club, il est sélectionné à de nombreuses reprises en équipe de France entre 1955 et 1956.

## Palmarès

### Rugby à XV

#### Détails en club
| Saison    | Saison       | Championnat           | Championnat    | Coupe           | Coupe      |
| Saison    | Saison       | Comp.                 | Class.         | Comp.           | Class.     |
| --------- | ------------ | --------------------- | -------------- | --------------- | ---------- |
| 1947-1948 | SC Angoulême | Championnat de France |                | Coupe de France |            |
| 1948-1949 | SC Angoulême | Championnat de France |                | Coupe de France |            |
| 1949-1950 | CA Brive     | Championnat de France | 1/16 finale    | Coupe de France | 1/8 finale |
| 1950-1951 | CA Brive     | Championnat de France | Poule de trois | Coupe de France | 1/4 finale |

### Rugby à XIII
- Collectif :
  - Vainqueur du Championnat de France : 1959 (Villeneuve-sur-Lot).
  - Vainqueur de la Coupe de France : 1958 (Villeneuve-sur-Lot).
  - Finaliste de la Coupe de France : 1953 (Villeneuve-sur-Lot).